# Estação Colli Albani―Parco Appia Antica
Colli Albani é uma estação da Linha A do Metro de Roma. Está localizada no Largo dei Colli Albani, entre as estações Furio Camillo e Arco di Travertini.